# Asiagomphus hainanensis
Asiagomphus hainanensis – gatunek ważki z rodziny gadziogłówkowatych (Gomphidae).